# Marion Rousse
Pour les articles homonymes, voir Rousse.
Marion Rousse, née le 17 août 1991 à Saint-Saulve (Nord), est une coureuse cycliste et consultante de télévision française.
Coureuse, elle est sacrée championne de France sur route 2012,. Elle arrête sa carrière précocement, en 2015, à l'âge de 24 ans.
Depuis 2017, Marion Rousse commente le Tour de France sur France Télévisions, aux côtés de Laurent Jalabert et d'Alexandre Pasteur. En 2022, elle est désignée directrice du Tour de France Femmes, pour sa réapparition dans le calendrier cycliste féminin.

## Biographie

### Championne de France de cyclisme sur route 2012
Marion Rousse est née dans une famille dont le père a pratiqué le vélo pendant une vingtaine d'années tandis que trois de ses cousins, David et Laurent Lefèvre et Olivier Bonnaire sont d'anciens coureurs professionnels. Elle commence le vélo à l'âge de 6 ans au vélodrome de Roubaix. Elle a fait ses études à Landrecies et à Cambrai.

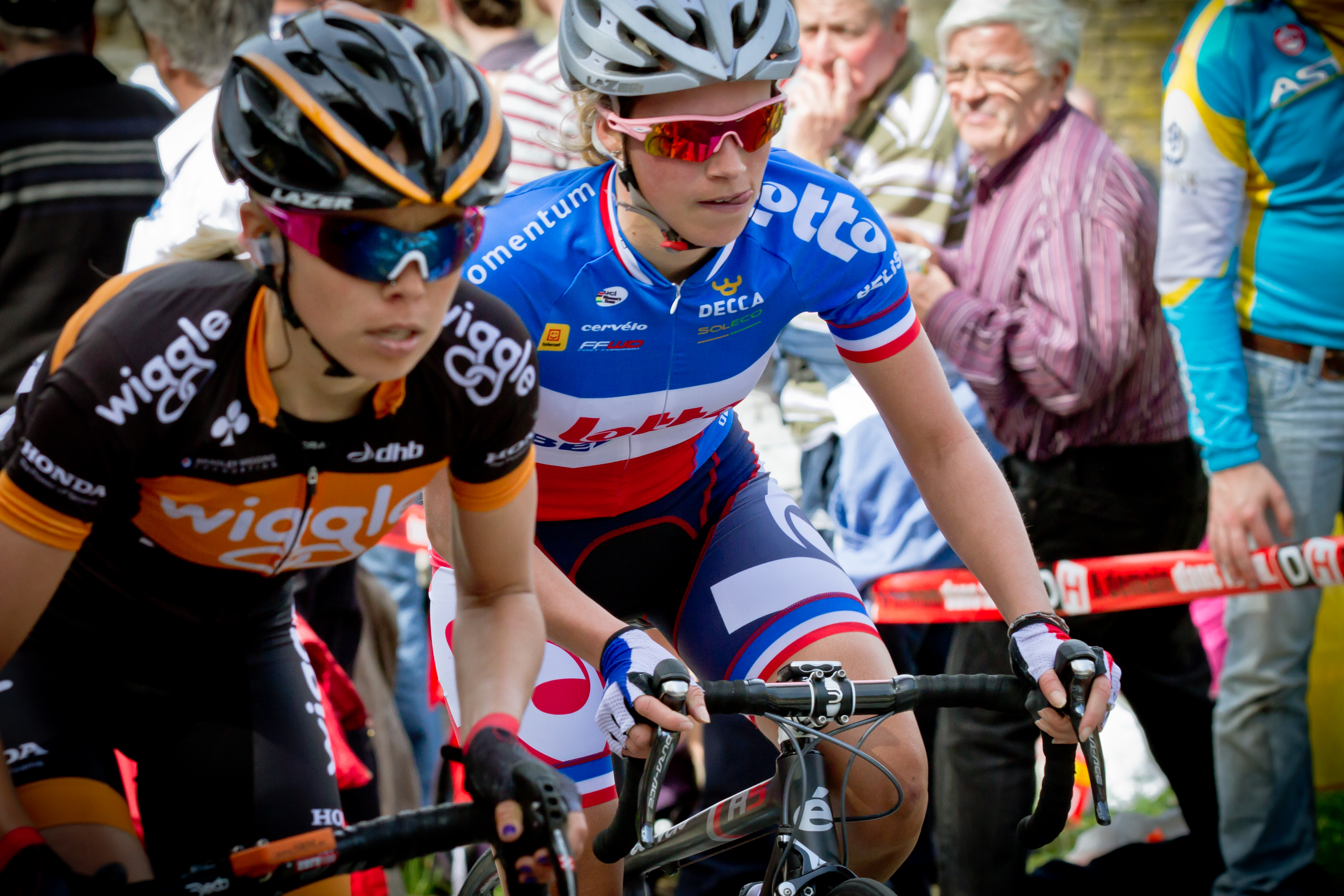
Marion Rousse portant le maillot (bleu) de championne de France 2013.

Elle passe professionnelle à 19 ans en 2011. Elle court alors dans l'équipe Vienne Futuroscope. L'année suivante, elle devient championne de France sur route. Âgée de 20 ans, elle reçoit ce titre pour les catégories élites et espoirs. En 2013, elle signe chez Lotto Belisol Ladies. Elle est en parallèle employée à mi-temps à la mairie d'Etampes.
Fin 2015, à seulement 24 ans, elle décide d'arrêter sa carrière cycliste pour se consacrer à sa reconversion comme consultante à la télévision.

### Reconversion en consultante sportive et directrice de courses
Après un premier passage dans l'émission Les Rois de la pédale en tant qu'invitée, Guillaume Di Grazia, rédacteur en chef du cyclisme sur Eurosport, lui propose de devenir consultante sur la chaîne à l'occasion de la Vuelta 2013. De 2013 à 2016, elle est ainsi consultante pour Eurosport, elle participe notamment à l'émission Les Rois de la Pédale. Dans le même temps, elle est aussi hôtesse sur le podium du Tour de France, elle remet le prix de la combativité Antargaz au coureur désigné le plus méritant du jour par un jury. En 2017, elle reste ambassadrice du prix de la combativité et devient membre du jury qui choisit le Super Combatif du Tour de France, mais ne participe plus au podium protocolaire.

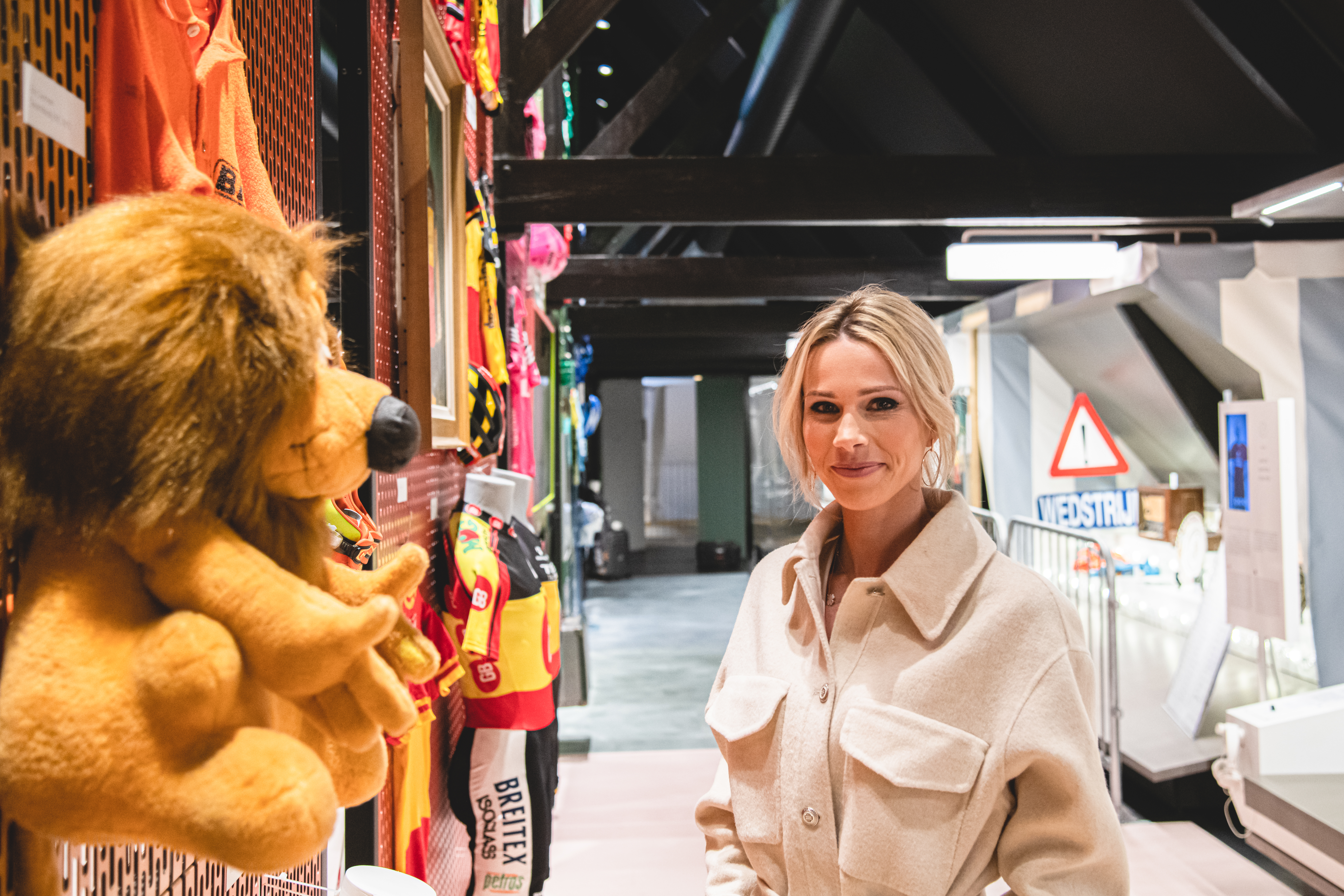
Marion Rousse visite Koers, musée de la Course cycliste.

En 2017, elle quitte Eurosport pour rejoindre France Télévisions, et commente sa première course sur France 3 en compagnie d'Alexandre Pasteur, également en provenance d'Eurosport, et Laurent Jalabert à l'occasion de Paris-Roubaix 2017. Elle poursuit ensuite cette activité notamment sur les compétitions féminines. Elle est consultante chaque année sur le Tour de France où elle commente l'étape et participe chaque jour au Vélo Club de Laurent Luyat. Elle intervient aussi parfois dans Stade 2 et Tout le sport. En août 2019, elle revient à Eurosport pour commenter en direct des épreuves non retransmises par le service public, notamment les étapes du Tour d'Espagne.
En 2019, elle est directrice adjointe du Tour de La Provence. L'année suivante, elle est directrice adjointe du Tour de Savoie Mont-Blanc, également organisé par le groupe PMC Consultant. Elle arrête sa collaboration avec ce groupe en 2022, reprochant à Pierre-Maurice Courtade de ne pas avoir honoré ses engagements vis-à-vis d'elle depuis deux ans, notamment sur le plan financier.
Le 10 octobre 2021, elle est nommée par Amaury Sport Organisation directrice du Tour de France Femmes, dont la première édition se tient en juillet 2022.
Depuis février 2025, elle présente  l'émission hebdomadaire La vie à vélo diffusée sur France 3.

### Vie privée
En 2008, elle rencontre Tony Gallopin, également cycliste professionnel. Ils se marient en 2014 et se séparent en 2019,,.
En 2020, elle annonce être en couple avec Julian Alaphilippe. Le 5 septembre 2020, elle est caricaturée au lit avec Julian Alaphilippe dans L'Humanité. Devant ses protestations, le journal présente ses excuses, retire la caricature et arrête sa collaboration avec le dessinateur Espé.
Le 14 juin 2021, elle donne naissance à un garçon prénommé Nino.

## Palmarès
- 2011
  - Ronde de Bourgogne :
    - Classement général
    - 2e étape
- 2012
  -  Championne de France sur route
  -  Championne de France sur route espoirs
  - 3e du Grand Prix du Morbihan Féminin